# Buata Malela
Pour les articles homonymes, voir Malela.
 (mai 2020).
Œuvres principales
- Les Écrivains afro-antillais à Paris (1920-1960) : stratégies et postures identitaires (essai, 2008)
- Michael Jackson. Le visage, la musique et la danse : Anamnèse d’une trajectoire afro-américaine (essai, 2012)
- Aimé Césaire et la relecture de la colonialité du pouvoir (essai, 2019)

Buata Malela, né le 21 avril 1979  à Kinshasa (Zaïre), est enseignant-chercheur et spécialiste de littératures francophones et des intellectuels de la diaspora afrodescendante.

## Biographie
Buata Malela fait ses études en Belgique et en France. Docteur en philosophie et lettres de l'université libre de Bruxelles et en littérature générale et comparée de l'université Paul Verlaine - Metz, il s'intéresse aux théories de la littérature, à la (sociologie des littératures, à la philosophie de la littérature), aux littératures francophones d’Afrique, des Caraïbes, d'Europe et de l'océan Indien, aux lettres françaises du XXe siècle, à l'histoire et aux cultures populaires (littérature et musique populaire enregistrée).
Auteur de nombreuses études sur les intellectuels afro-antillais (René Maran, Léon-Gontran Damas, Aimé Césaire, Édouard Glissant, Simone et André Schwarz-Bart, L. S. Senghor, Yambo Ouologuem, Alioum Fantouré, Alain Mabanckou, etc.) et de la France hexagonale (Chateaubriand, Victor Hugo, Mallarmé, Apollinaire, Sartre, etc.), il a publié un livre sur les écrivains afro-antillais dans leur relation avec le monde intellectuel parisien de l'ère coloniale, un autre sur la trajectoire sociale et littéraire d'Aimé Césaire, ainsi qu'une monographie sur le parcours artistique et social de Michael Jackson.
Buata Malela a enseigné à l'université des langues de Bakou (Azerbaïdjan) en 2007-2008, à l'Université Nicolas-Copernic de Toruń (Pologne) en 2010-2011, à Sosnowiec/Katowice (Pologne) de 2008 à 2013, à l'Institut des langues romanes et de traduction (pl) de l'université de Silésie. 
Depuis 2013, il est maître de conférences en littérature française et francophone à l'université de Mayotte. Depuis décembre 2019, il est habilité à diriger des recherches (garant : Romuald Fonkoua) en littérature française et civilisation de Sorbonne Université.

### Livres
- Buata B. Malela, Les Écrivains afro-antillais à Paris (1920-1960) : stratégies et postures identitaires, Paris, Karthala, coll. Lettres du Sud, 2008, 476 p.  (ISBN 978-2-84586-979-0)
- Buata B. Malela, Aimé Césaire. Le fil et la trame: critique et figuration de la colonialité du pouvoir, Paris, Anibwe, 2009, 222p.  (ISBN 978-2-916121-19-2)
- Buata B. Malela, Michael Jackson. Le visage, la musique et la danse : Anamnèse d’une trajectoire afro-américaine, Paris, Anibwe, 2e édit. 2013, 150p.  (ISBN 978-2-916121-53-6)
- Buata B. Malela, Rémi Tchokothe & Linda Rasoamanana (dir.), Les Littératures francophones de l’archipel des Comores, Paris, Classiques Garnier, 2017, 428p.  (ISBN 978-2-406-06238-7)
- Buata B. Malela, Simona Jisa & Sergiu Miscoiu (dir.), Littérature et politique en Afrique. Approche transdisciplinaire, Paris, éditions du Cerf, coll. Patrimoines, 2018, 368p.  (ISBN 9782204126823)
- Buata B. Malela, Andrzej Rabsztyn et Linda Rasoamanana (dir.), Les représentations sociales des îles dans les discours littéraires francophones, Paris, éditions du Cerf, coll. Cerf Patrimoines, 2018, 368p.  (ISBN 978-2-204-12911-4)
- Buata B. Malela et Alexander Dickow (dir.), Albert Camus, Aimé Césaire. Poétiques de la révolte, Paris, éditions Hermann, 2018, 366p.  (ISBN 9782705697501)
- Buata B. Malela, Aimé Césaire et la relecture de la colonialité du pouvoir: avec Sartre, Fanon, Glissant, Kourouma, Badian, Schwarz-Bart, Dadié et Ouologuem, préface de Jean Bessière, Paris, Anibwe, coll. Liziba, 2019, 320p  (ISBN 978-2-916121-96-3)
- Buata B. Malela, Gérald Désert et Hans Färnlöf (dir.), Les Marges dans les capitales littéraires, artistiques et politiques, Paris, Éditions du Cerf, coll. « Cerf Patrimoines », 2019, 226 p.  (ISBN 9782204133234)
- Buata B. Malela, La réinvention de l'écrivain francophone contemporain, préface de Paul Aron, Paris, Éditions du Cerf, coll. « Cerf Patrimoines », 2019.
- Buata B. Malela, Édouard Glissant. Du poète au penseur, préface de Romuald Fonkoua, Paris, Hermann, coll. Savoir Lettres, 2020, 570p.